# Septopezizella oreadum
Septopezizella oreadum — вид грибів, що належить до монотипового роду Septopezizella.